# Heteropoda kalbarri
Heteropoda kalbarri là một loài nhện trong họ Sparassidae.
Loài này thuộc chi Heteropoda. Heteropoda kalbarri được Hugh Davies miêu tả năm 1994.